# Vaali (letrista)

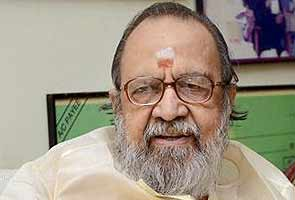
Vaali en su vejez.

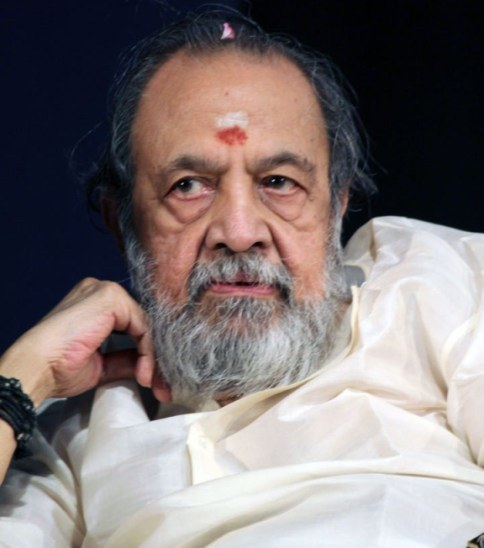
Vaali en su vejez.

Vaali es el seudónimo artístico de T. S. Rangarajan (Srirangam, 29 de octubre de 1931 - ibídem, 18 de julio de 2013), poeta y escritor indio en idioma tamil.
Nació en Thiruparaithurai, cerca de Tiruchi, en el sur de la India. Tuvo una larga asociación ―de cinco décadas― con la industria del cine tamil, escribió más de 15 000 canciones.
Desde 1944 estuvo casado con Ramani Thilagam (f. 2009).
Actuó en varias películas, incluyendo Sathya, Hey Ram, Paarthale Paravasam y Poikkal Kudhirai.
Fue honrado por el Gobierno de la India con el Padma Shri, el cuarto más alto honor civil de la India.
El 7 de junio de 2013 fue internado en el hospital Apollo, de Chennai, por una infección pulmonar (que le provocaba dificultad para respirar). Murió a las 17:00 del 18 de julio de 2013 en Chennai, a la edad de 81 años.

## Filmografía

### Como letrista
- 1958: Azhagar malai kallan (tamil)
- 1961: Chandrakanth (tamil)
- 1963: Idayathil Nee (tamil)
- 1963: Nallavan Vaazhvaan (tamil)
- 1963: Edhaiyum Thaangum Idhayam (tamil)
- 1963: Karpagam (tamil)
- 1964: Thaayin Madiyil (tamil)
- 1964: Padagotti (tamil)
- 1965: Enga Veetu Pillai (tamil)
- 1965: Anbe Vaa (tamil)
- 1965: Aayirathil Oruvan (tamil)
- 1965: Thaazhampoo (tamil)
- 1965: Panam Padaithavan (tamil)
- 1966: Motor Sundaram Pillai (tamil)
- 1966: Chandhrodhayam (tamil)
- 1966: Naan Aanaiyittal (tamil)
- 1966: Petralthan Pillaya (tamil)

- 1967: Kaavalkaaran (tamil)
- 1967: Iru Malargal (tamil)
- 1968: Oli Vilakku (tamil)
- 1968: Galatta Kalyanam (tamil)
- 1968: Kudiyirundha Koyil (tamil)
- 1969: Adimai Pen (tamil)
- 1969: Iru Kodugal (tamil)
- 1970: Thalaivan (tamil)
- 1970: Engal Thangam (tamil)
- 1971: Kumarikkottam (tamil)
- 1971: Oru Thaai Makkal (tamil)
- 1971: Neerum Neruppum (tamil)
- 1972: Annamitta Kai (tamil)
- 1973: Ulagam Sutrum Valiban (tamil)
- 1973: Bharatha Vilas (tamil)
- 1974: Dheerka Sumangali (tamil)
- 1974: Netru Indru Naalai (tamil)
- 1975: Ninathathai Mudippavan (tamil)
- 1976: Naalai Namathe (tamil)
- 1978: Mangudi Minor (tamil)
- 1978: Vanakkatukuriya Kathaliye (tamil)
- 1978: Pilot Premnath (tamil)
- 1978: Justice Gopinath (tamil)
- 1978: Sadhurangam (tamil)
- 1979: Annai Oru Alayam (tamil)
- 1979: Naan Vazhavaippen (tamil)
- 1979: Dharma Yuddam (tamil)
- 1979: Allaudinaum Arputha Vilakkum (tamil)
- 1980: Anbukku Naan Adimai (tamil)
- 1980: Vishwaroobam (tamil)
- 1981: Madi Veetu Ezhai (tamil)
- 1981: Ranuva Veeran (tamil)
- 1981: Sathya Sundharam (tamil)
- 1981: Needhi Pizhaithadhu (tamil)
- 1981: Mogana Punnagai (tamil)
- 1981: Lorry Driver Rajakannu (tamil)
- 1982: Parvaiyin Marupakkam (tamil)
- 1982: Adhisaya Piravigal (tamil)
- 1982: Valibamey Vaa Vaa (tamil)
- 1982: Thyagi (tamil)
- 1982: Kelviyum Naaney Badhilum Naaney (tamil)
- 1982: Theerpu (tamil)
- 1982: Ilanjodigal (tamil)
- 1982: Oorum Uravum (tamil)
- 1982: Hitler Umanath (tamil)
- 1982: Moondru Mugam (tamil)
- 1982: Thooral Ninnu Pochu (tamil)
- 1982: Thanikattu Raja (tamil)
- 1982: Vazhvey Maayam (tamil)
- 1982: Pattanathu Rajakkal (tamil)
- 1982: Vaa Kanna Vaa (tamil)
- 1982: Thai Mookambhikai (tamil)
- 1982: Thunai (tamil)
- 1982: Kanney Raadha (tamil)
- 1982: Paritchaikku Neramaachu (tamil)
- 1982: Nenjangal (tamil)
- 1982: Enkeyo Ketta Kural (tamil)
- 1982: Gopurangal Saivathillai (tamil)
- 1982: Ranga (tamil)
- 1983: Vellai Roja (tamil)
- 1983: Adutha Varisu (tamil)
- 1983: Sivappu Sooriyan (tamil)
- 1983: Thanga Magan (tamil)
- 1983: Sandhippu (tamil)
- 1983: Soorakottai Singakutti (tamil)
- 1983: Neethibathi (tamil)
- 1983: Kozhi Koovuthu (tamil)
- 1983: Paayum Puli (tamil)
- 1983: Thai Veedu (tamil)
- 1983: Sumangali (tamil)
- 1983: Miruthanga Chakravarthi (tamil)
- 1984: Vamsa Vilakku (tamil)
- 1984: Madurai Sooran (tamil)
- 1984: Dhaavani Kanavugal (tamil)
- 1984: Theerppu En Kaiyil (tamil)
- 1984: Kai Kodukkum Kai (tamil)
- 1984: Vellai Pura Ondru (tamil)
- 1984: Veettukku Oru Kannagai (tamil)
- 1984: Sathiyam Neeye (tamil)
- 1984: Vaidegi Kaathirundhal (tamil)
- 1984: Osai (tamil)
- 1984: Iru Medhaigal (tamil)
- 1984: Vidhi (tamil)
- 1984: Simma Soppanam (tamil)
- 1984: Madras Vathiyar (tamil)
- 1984: Anbulla Rajinikanth (tamil)
- 1984: Kuzhandhai Yesu (tamil)
- 1984: Nallavanuku Nallavan (tamil)
- 1984: Nalla Naal (tamil)
- 1984: Naalai Unadhu Naal (tamil)
- 1984: Idhu Enga Boomi (tamil)
- 1984: Kudumbam (tamil)
- 1985: Manakkanakku (tamil)
- 1985: Mangamma Sabadham (tamil)
- 1985: Padikkadavan (tamil)
- 1985: Kanni Rasi (tamil)
- 1985: Needhiyin Nizhal (tamil)
- 1985: Raja Rishi (tamil)
- 1985: Kettimelam (tamil)
- 1985: Naan Sigappu Manithan (tamil)
- 1985: Bandham (tamil)
- 1985: Padikkadha Pannaiyar (tamil)
- 1985: Nalla Thambi (tamil)
- 1985: Naam Iruvar (tamil)
- 1986: Enakku Naaney Needhibathi (tamil)
- 1986: Viduthalai (tamil)
- 1986: Annai En Dheivam (tamil)
- 1986: Oru Iniya Udhayam (tamil)
- 1986: Saadhanai (tamil)
- 1986: Mouna Raagam (tamil)
- 1986: Anandha Kanneer (tamil)
- 1986: Nambinar Keduvadhillai (tamil)
- 1986: Vasantha Raagam (tamil)
- 1986: Dharma Devathai (tamil)
- 1986: Dharma Pathni (tamil)
- 1986: "Lakshmi Vandhachu (tamil)
- 1986: Uyire Unakkaaga (tamil)
- 1986: Marumagal (tamil)
- 1987: Mupperum Deviyar (tamil)
- 1987: Poomazhai Pozhiyudhu (tamil)
- 1987: Kudumbam Oru Koyil (tamil)
- 1987: Oorkavalan (tamil)
- 1987: Kavalan Avan Kovalan (tamil)
- 1987: Siraipparavai (tamil)
- 1987: Anjadha Singam (tamil)
- 1987: Veerapandiyan (tamil)
- 1988: Guru Sishyan (tamil)
- 1988: Poruthadhu Podhum (tamil)
- 1988: Kaliyugam (tamil)
- 1988: Solla Thudikkuthu Manasu (tamil)
- 1988: Dharmathin Thalaivan (tamil)
- 1988: En Thamizh En Makkal (tamil)
- 1988: Thambi Thanga Kambi (tamil)
- 1988: Manamagalae Vaa (tamil)
- 1988: Sahadevan Mahadevan (tamil)
- 1989: Araro Ariraro (tamil)
- 1989: Rajanadai (tamil)
- 1989: Ennai Peththa Rasa (tamil)
- 1989: Dharmam Vellum (tamil)
- 1989: Varusham 16 (tamil)
- 1989: Siva (tamil)
- 1989: Ponmana Selvan (tamil)
- 1990: Nadigan (tamil)
- 1990: Velai Kidaichiruchu (tamil)
- 1990: Unnai Solli Kutramillai (tamil)
- 1990: Siraiyil Pootha Sinna Malar (tamil)
- 1990: My Dear Marthandan (tamil)
- 1990: Edhir Katru (tamil)
- 1990: Anjali (tamil)
- 1990: Raja Kaiya Vecha (tamil)
- 1990: Sandhana Kaatru (tamil)
- 1990: Kizhakku Vasal (tamil)
- 1991: Gnana Paravai (tamil)
- 1991: Bramha (tamil)
- 1991: Eeramana Rojavae (tamil)
- 1991: Idhayam (tamil)
- 1991: Ayul Kaithi (tamil)
- 1991: Chinna Thambi (tamil)
- 1991: Gopura Vasalile (tamil)
- 1991: Nee Paathi Naan Paathi (tamil)
- 1991: Thalattu Kekudhamma (tamil)
- 1991: Kizhakku Karai (tamil)
- 1991: Thalapathi (tamil)
- 1991: Guna (tamil)
- 1992: Unna Nenachen Paattu Padicchen (tamil)
- 1992: Deiva Vaakku (tamil)
- 1992: Chinna Marumagal (tamil)
- 1992: Nadodi Paattukkaran (tamil)
- 1992: Naangal (tamil)
- 1992: Thevar Magan (tamil)
- 1993: Dharmaseelan (tamil)
- 1993: Chinna Kannamma (tamil)
- 1993: Uzhaippali (tamil)
- 1993: Yejaman (tamil)
- 1993: Chinna Mapillai (tamil)
- 1993: Maharasan (tamil)
- 1993: Kalaignan (tamil)
- 1993: Kathirukka Neramillai (tamil)
- 1993: Chinna Jamin (tamil)
- 1993: Valli (tamil)
- 1993: Ulle Veliye (tamil)
- 1993: Manichitrathazhu (malayalam)
- 1994: Seeman (tamil)
- 1994: Rasigan (tamil)
- 1994: Kadhalan (tamil)
- 1994: Rasamagan (tamil)
- 1994: Kanamani (tamil)
- 1995: Chinna Vathiyar (tamil)
- 1995: Thotta Chinungi (tamil)
- 1995: Periya Kudumbam (tamil)
- 1995: Muthu Kaalai (tamil)
- 1995: Aanazhagan (tamil)
- 1995: Mr.Madras (tamil)
- 1995: Rajavin Parvaiyile (tamil)
- 1996: Indian (tamil)
- 1996: Kadhal Desam (tamil)
- 1996: Poovarasan (tamil)
- 1996: Kalloori Vasal (tamil)
- 1996: Tata Birla (tamil)
- 1997: Thambi Durai (tamil)
- 1997: Vaimaye Vellum (tamil)
- 1997: Bharathi Kannama (tamil)
- 1998: Kadhala Kadhala (tamil)
- 1998: Marumalarchi (tamil)
- 1999: Thirupathi Ezhumalai Venkatesa (tamil)
- 1999: Kadhalar Dhinam (tamil)
- 1999: Mannavaru Sinnavaru (tamil)
- 1999: Manam Virumbudhe Unnai (tamil)
- 2000: Vanna Thamizh Paatu (tamil)
- 2000: Hey Ram (tamil)
- 2000: Priyamaanavale (tamil)
- 2000: Simmasanam (tamil)
- 2000: Pennin Manathai Thottu (tamil)
- 2001: Middle Class Madhavan (tamil)
- 2001: Minnale (tamil)
- 2001: Parthale Paravasam (tamil)
- 2001: Dheena (tamil)
- 2001: Chocolate (tamil)
- 2001: Dhosth (malayalam)
- 2001: Narasimma (tamil)
- 2002: Youth (inglés, tamil)
- 2002: Bhagavathi (tamil)
- 2002: Punnagai Desam (tamil)
- 2002: Shree (tamil)
- 2002: Mounam Pesiyadhe (tamil)
- 2002: Baba (tamil)
- 2003: Pudhiya Geethai (tamil)
- 2003: Lesa Lesa (tamil)
- 2003: Boys (tamil)
- 2004: New (tamil)
- 2005: Mannin Maindhan (tamil)
- 2005: Ghajini (tamil)
- 2005: Chandramukhi (tamil)
- 2005: Oru Naal Oru Kanavu (tamil)
- 2005: Anbe Aaruyire (tamil)
- 2005: Chidambarathil Oru Appasamy (tamil)
- 2006: Sillunu Oru Kaadhal (tamil)
- 2006: Vallavan (tamil)
- 2007: Inimey Nangathan (tamil)
- 2007: Sivaji (tamil)
- 2007: Chennai 600028 (tamil)
- 2007: Aalwar (tamil)
- 2007: En Uyirnum Melana (tamil)
- 2007: Thottal Poo Malarum (tamil)
- 2007: Unnale Unnale (tamil)
- 2007: Azhagiya Thamizh Magan (tamil)
- 2009: Panchamirutam (tamil)
- 2009: Arunthathi (tamil)
- 2008: Saroja (tamil)
- 2008: Jayam Kondaan (tamil)
- 2008: Dasavatharam (tamil)
- 2008: Saroja (telugu)
- 2008: Sakkarakatti (tamil)
- 2008: Dhanam (tamil)
- 2008: Kuselan (tamil)
- 2008: Singakutty (tamil)
- 2008: Silambattam (tamil)
- 2009: Naadodigal (tamil)
- 2009: Mathiya Chennai (tamil)
- 2009: Naan Kadavul (tamil)
- 2009: Kunguma Poovum Konjum Puravum (tamil)
- 2009: Aadhavan (tamil)
- 2009: Vaalmiki (tamil)
- 2009: Jagan Mohini (tamil)
- 2010: Naan Thaan Bala (tamil)
- 2010: Nanda Nanditha (tamil)
- 2010: Kadhalukku Maranamillai (tamil)
- 2010: Viruthagiri (tamil)
- 2010: Guru Sishyan (tamil)
- 2010: Goa (tamil)
- 2010: Thottuppaar (tamil)
- 2010: Valiban Sutrum Ulagam (tamil)
- 2010: Thillalangadi (tamil)
- 2010: Leelai (tamil)
- 2010: Theeratha Vilayattu Pillai (tamil)
- 2010: Agarathi (tamil)
- 2010: Sura (tamil)
- 2010: Ninaivil Nindraval (tamil)
- 2010: Baana Kaathadi (tamil)
- 2011: Ponnar Shankar (tamil)
- 2011: Engeyum Kaadhal (tamil)
- 2011: Kanden (tamil)
- 2011: Maveeran (tamil)
- 2011: Ayyan (tamil)
- 2011: Uyarthiru 420 (tamil)
- 2011: Aadu Puli (tamil)
- 2011: Sattapadi Kutram (tamil)
- 2011: Mankatha (tamil)
- 2011: Vedi (tamil)
- 2011: Osthi (tamil)
- 2012: Aadhalal Kadhal Seiveer (tamil)
- 2012: Thadaiyara Thakka (tamil)
- 2012: Mirattal (tamil)
- 2012: Podaa Podi (tamil)
- 2013: Kanna Laddu Thinna Aasaiya (tamil)
- 2013: Alex Pandian (tamil)
- 2013: Ethir Neechal (tamil)
- 2013: Udhayam NH4 (tamil)
- 2013: Mariyaan (tamil)
- 2013: Thillu Mullu (tamil)
- 2013: Biriyani (tamil)
- 2014: Ramanujan (inglés, tamil)
- 2014: Kaaviya Thalaivan (tamil)
- 2014: Pannaiyarum Padminiyum (tamil)
- 2014: Kochadaiyaan (tamil)
- 2013: Endrendrum Punnagai (tamil)
- 2014: Yaan (tamil)

### Como actor
- 1982: Poikal Kudhirai (tamil).
- 1988: Sathya (tamil).
- 2000: Hey Ram (tamil).
- 2001: Paarthale Paravasam (tamil).

### Como director
- Vadaimaalai[1]